# 布吕阿耶
布吕阿耶（法語：Bruailles，法語發音：[bʁyaj]）是法国索恩-卢瓦尔省的一个市镇，属于卢昂区。

## 地理
布吕阿耶（46°35'45"N, 5°14'10"E）面积22.36 平方千米，位于法国勃艮第-弗朗什-孔泰大區索恩-卢瓦尔省，该省份为法国中部省份，北起顺时针与科多尔省、汝拉省、安省、罗讷省、卢瓦尔省、阿列省和涅夫勒省接壤。
与布吕阿耶接壤的市镇（或旧市镇、城区）包括：卢昂、拉沙佩勒诺德、弗龙特诺、萨日、布雷斯地区圣克鲁瓦、圣马丹迪蒙。
布吕阿耶的时区为UTC+01:00、UTC+02:00（夏令时）。

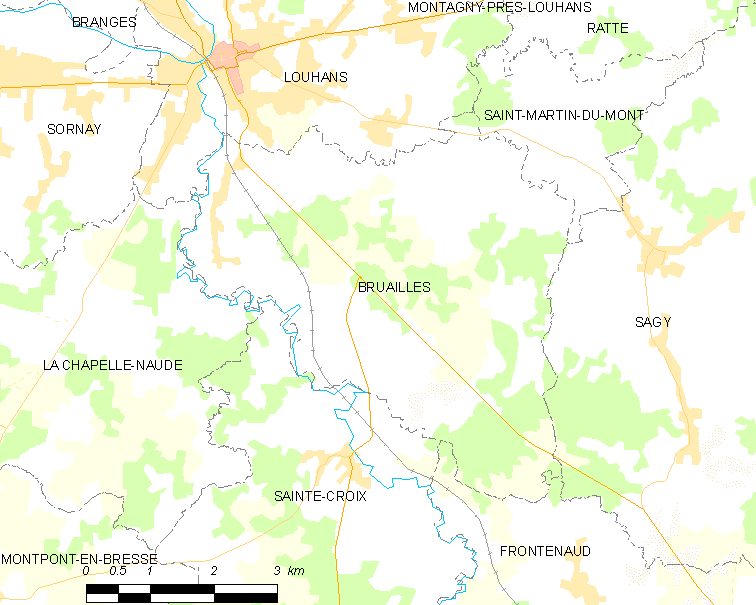
布吕阿耶的OSM定位图

## 行政
布吕阿耶的邮政编码为71500，INSEE市镇编码为71064。

## 政治
布吕阿耶所属的省级选区为卢昂县。

## 人口

1962-2008年间布吕阿耶人口变化图示

布吕阿耶于2022年1月1日时的人口数量为973人。